# Dick's Open
Het Dick's Sporting Goods Open is een jaarlijks golftoernooi in de Verenigde Staten, dat deel uitmaakt van de Champions Tour. Het vindt sinds 2007 telkens plaats op de En Joie Golf Club in Endicott, New York. Dit toernooi is de opvolger van het voormalig golftoernooi van de Amerikaanse PGA Tour, B.C. Open, van 1971 tot 2006.
Het toernooi wordt gespeeld in een strokeplay-formule met drie ronden en er is geen cut.

## Winnaars
| Jaar | Winnaar         | Score | Score | Info                              |
| ---- | --------------- | ----- | ----- | --------------------------------- |
| 2007 | R.W. Eaks       | 199   | –17   |                                   |
| 2008 | Eduardo Romero  | 199   | –17   |                                   |
| 2009 | Lonnie Nielsen  | 195   | –21   |                                   |
| 2010 | Loren Roberts   | 201   | –15   |                                   |
| 2011 | John Huston     | 200   | –16   |                                   |
| 2012 | Willie Wood po  | 203   | –13   | Won de play-off van Michael Allen |
| 2013 | Bart Bryant     | 200   | –16   |                                   |
| 2014 | Bernhard Langer | 200   | –16   |                                   |

| Toernooirecord |  | po = winnaar na play-off |

## Trivia
- In augustus 2014 zette Kevin Sutherland een baanrecord neer op dit toernooi en tevens op de Champions Tour. Tijdens de tweede ronde had hij 59 slagen nodig in een ronde.[1]